# Sjögestad
Sjögestad est une localité de Suède dans la commune de Linköping située dans le comté d'Östergötland.
Sa population était de 273 habitants en 2019.